# Vîhoda (Sadkî), Jîtomîr
Vîhoda (în ucraineană Вигода) este un sat în comuna Sadkî din raionul Jîtomîr, regiunea Jîtomîr, Ucraina.

## Demografie
Componența lingvistică a localității Vîhoda
     Ucraineană (95,16%)
     Rusă (4,5%)
Conform recensământului din 2001, majoritatea populației localității Vîhoda era vorbitoare de ucraineană (95,16%), existând în minoritate și vorbitori de rusă (4,5%).